# Bai Juyi
Bai Juyi (772 - 846) a fost poet chinez, împreună cu Du Fu și Li Tai-pe fiind unul dintre cei mai importanți poeți lirici ai perioadei Dinastiei Tang (618 - 907).

## Opera
A scris peste 2.800 de poezii care reflectă dragostea pentru popor și critică inegalitățile sociale ale acelei epoci.
Printre scrierile sale putem menționa:
- 806: Cântecul remușcării nesfârșite ("Ch'ang-hôn-ko")
- 816: Cântecul lăutei ("P'i-p'a hsing").

Se remarcă forța critică și simplitatea aproape orală a expresiei.